# Emiliano Zapata Salazar (Tabasco)
Emiliano Zapata Salazar es una localidad del municipio de Balancán ubicado en la subregión de los Ríos del estado mexicano de Tabasco.

## Geografía
La localidad se ubica a 47.5 kilómetros (en dirección este) de la localidad de Balancán de Domínguez, la cabecera y lugar más poblado del municipio. Se sitúa en las coordenadas geográficas 17°43′58″N 91°05′43″O / 17.732778, -91.095278, a una elevación de 40 metros sobre el nivel del mar.

## Demografía
Según el Conteo de Población y Vivienda 2020, efectuado por el Instituto Nacional de Estadística y Geografía, la localidad de Emiliano Zapata Salazar tiene 148 habitantes, de los cuales 22 son del sexo masculino y 26 del sexo femenino. Su tasa de fecundidad es de 2.98 hijos por mujer y tiene 43 viviendas particulares habitadas.
| Gráfica de evolución demográfica de Emiliano Zapata Salazar entre 1995 y 2020 |
|                                                                               |
| INEGI.                                                                        |